# Pyrrhia abrasa
Pyrrhia abrasa är en fjärilsart som beskrevs av Max Wilhelm Karl Draudt 1950. Pyrrhia abrasa ingår i släktet Pyrrhia och familjen nattflyn. Inga underarter finns listade.